# Флаг Кукморского района
Флаг Ку́кморского муниципального района Республики Татарстан Российской Федерации — опознавательно-правовой знак, служащий официальным символом муниципального образования.

## Описание
Флаг представляет собой прямоугольное красное полотнище с отношением ширины к длине 2:3, несущее вдоль верхнего края голубую полосу в 5/18 ширины полотнища; посередине полотнища — композиция из герба в виде валенок в фигурной рамке, образуемой вверху контурами холмов, снизу — колосьями; композиция воспроизведена в зелёном, сером, белом и жёлтом цветах с чёрными контурами и внизу достигает края полотнища.

## Обоснование символики
Флаг разработан на основе герба района.
Зелёное трёхгорье, окаймлённое жёлтым цветом, аллегорически символизирует природу района: рельеф района представляет собой возвышенную равнину, расчленённую долинами средних и малых рек.
Золотые ветви, вырастающие из склонов острия (горы), символизируют ландшафтный памятник природы «Кукморская гора».
Изображение золотых ветвей также напоминает струи расплавленного металла, что аллегорически указывает на металлургическое производство — Кукморский завод металлопосуды.
Изображение валенок, украшенных цветными узорами, указывает на исторически сложившийся в районе валяльно-обувной промысел, который со временем сменился фабричным производством.
Жёлтый и зелёный цвета аллегорически показывают сельское хозяйство района. Жёлтый цвет (золото) — символ урожая, богатства, стабильности, уважения; зелёный цвет — символ природы, здоровья, жизненного роста.
Белый цвет (серебро) — символ совершенства, благополучия, чистоты, мира и взаимопонимания.
Красный цвет — символ мужества, силы, трудолюбия, красоты и праздника.
Синий цвет — символ чести, благородства, духовности, небесных просторов и водных потоков.